# Szeflera najwytworniejsza
Szeflera najwytworniejsza, dizygoteka najwytworniejsza (Schefflera elegantissima) – gatunek rośliny z rodziny araliowatych (Araliaceae). Pochodzi z Nowej Kaledonii. Strefy mrozoodporności: 10-11.

## Morfologia
PokrójWiecznie zielony krzew lub niewielkie drzewo, osiąga do 6–7 m wysokości.
LiścieCiemnozielone do czarnych, błyszczące, dłoniastozłożone składające się z 7-11 listków, brzegi szeroko ząbkowane, nerw środkowy jasnozielony.
KwiatyZebrane w baldaszkach na końcach pędów.

## Zastosowanie
- W tropikach jako roślina ozdobna.
- W wielu krajach świata, również w Polsce, jest uprawiana jako ozdobna roślina doniczkowa. Jej urok podkreśla łaciński przymiotnik elegantissima – najwytworniejsza. Główną ozdobą są delikatne, pierzasto rozpostarte, piłkowane liście koloru ciemnozielonego z bordowymi żyłkami. U odmiany 'Variegata' także z jasnymi brzegami. W warunkach domowych w zasadzie nie kwitnie[4], rzadko też dorasta do dwóch metrów.

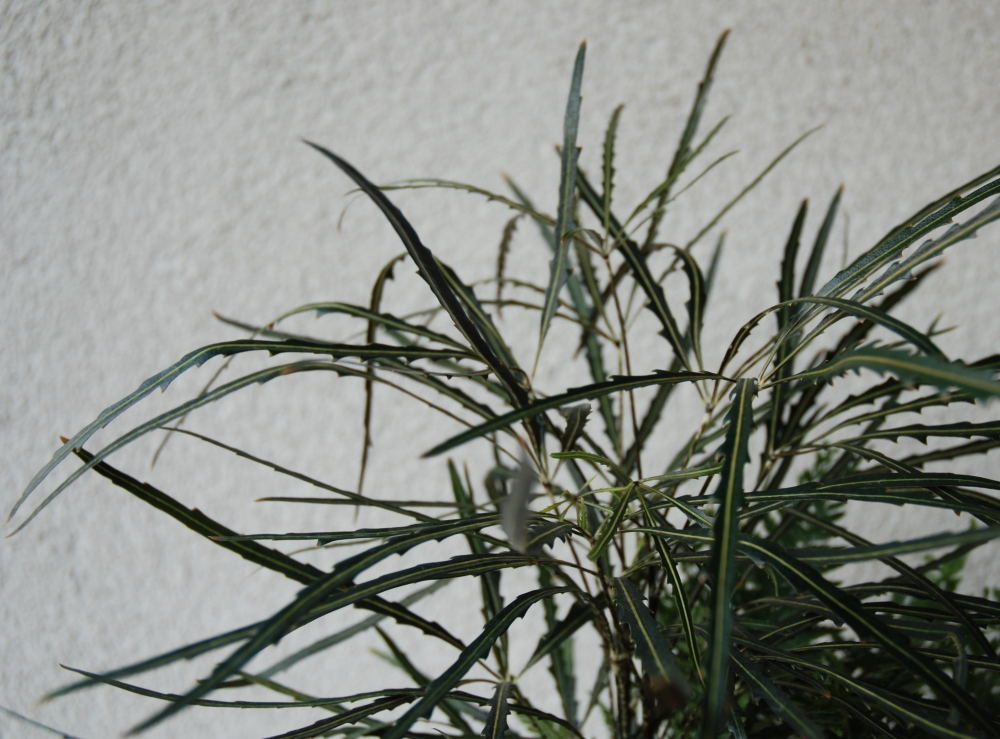
Pierzaste liście dizygoteki

## Uprawa
Wymaga jasnego, ale nie bezpośrednio oświetlonego stanowiska. Podlewanie umiarkowane, jednak wymaga wysokiej wilgotności powietrza, co w warunkach domowych często bywa problemem – zwłaszcza zimą. Wskazane częste zraszanie liści. Temperatura w okresie wzrostu powinna wynosić 22-24 stopnie Celsjusza, zimą chłodniej – około 18 stopni. Nawożenie w okresie marca-sierpnia co dwa tygodnie z użyciem nawozów płynnych. Młode egzemplarze powinny być przesadzane co roku, starsze co 2-3 lata. Systematyczne uszczykiwanie końców pędów pobudza roślinę do rozkrzewienia się.